# Blood Incantation
Blood Incantation — американская дэт-метал-группа, основанная в 2011 году в Денвере.

## История
Создание Blood Incantation началось со знакомства гитариста Пола Ридла и барабанщика Айзека Фолка, после того как первый переехал в Колорадо из Орегона в 2011 году. У них обоих уже был опыт участия в различных экстрим-метал-коллективах, и они начали играть во фьюнерал-дум-метал-группе Abysmal Dimensions. После более близкого общения они обнаружили друг у друга общие музыкальные интересы и решили основать совместный музыкальный проект. В 2012 году музыканты познакомились с гитаристом Моррисом Колонтырски, который в итоге присоединился к Blood Incantation.
В составе из трёх человек группа отыграла несколько концертов в 2013—2014 годах, но по итогу решили повременить с концертной деятельностью, пока они не смогут найти басиста. В эти же годы вышли три демозаписи: Blood Incantation (2013), Demo II (2013) и Astral Spells (2014). Первые две работы являются простыми записями репетиций, которые, по словам Ридла, они сделали только из желания послушать свои песни со стороны и заинтересовать с помощью них местных басистов. Первой настоящей демозаписью музыканты считают Astral Spells, которая является смесью сырых студийных и концертных записей.
В 2015 году вышел дебютный мини-альбом Interdimensional Extinction, запись которого началась ещё в июле 2013 года. В 2014 году группа подписала контракт с лейблом Dark Descent Records и планировала выпустить свой дебют в том же году, однако тогда возникли проблемы со сведением альбома, в котором музыканты обвиняли оригинального звукоинженера записи. В конечном счёте группа связалась с Дамианом Херрингом из Horrendous, который в начале 2015 года с нуля свёл альбом в собственной студии Subterranean Watchtower. Обложка релиза была создана художником Брюсом Пеннигтоном, который сотрудничал с Blood Incantation с выпуска второго демо.
Одновременно с записью мини-альбома группа записала материал для сплит-альбома со Spectral Voice (которая на три четверти состояла из участников Blood Incantation), который вышел в 2015 году. Примерно в то же время к коллективу присоединился басист Джефф Барретт, который играл с Ридлом в Spectral Voice. Вскоре музыканты начали работу над своим первым полноформатным альбомом, песни к которому были написаны ещё до выхода Interdimensional Extinction. Сессии звукозаписи проходили в январе 2016 года. Основная инструментальная часть была записана за два дня, по дню ушло на вокал и клавишные, а на пятый день было закончено сведение материала. Альбом Starspawn вышел в августе 2016 года и был крайне положительно встречен музыкальной прессой. После его выхода группа заключила сделку с лейблом Century Media Records.
После выпуска дебютного студийного альбома группа начал активно гастролировать по всему миру. В 2018 году коллектив выпустил двухтрековый концертный мини-альбом Live Vitrification, на котором был исполнен материал из Starspawn. 21 июня 2019 года музыканты начали запись своего второго альбома в World Famous Studios. Hidden History of the Human Race вышел в ноябре 2019 года и получил восторженные отзывы музыкальных критиков, впоследствии признававшись одним лучших релизов года многими авторитетными музыкальными изданиями.
В 2022 году был выпущен третий альбом Timewave Zero, который в отличие от предыдущих работ группы полностью выполнен в стилистике эмбиент-музыки и состоит из двух двадцатиминутных композиций. По словам музыкантов, они планировали сделать эмбиент-запись ещё с момента выпуска первых демо в 2013 году.

## Характеристики
Стиль
Группа дополняет своё дэт-металлическое ядро психоделическими, эмбиентными и экспериментальными элементами. В альбоме Timewave Zero (2022) она полностью сменила звучание на дарк-эмбиент.
Тексты песен
Тематика песен сосредоточена вокруг космоса, Вселенной и древних мифов об Ануннаках.
Дизайн обложек
Обложка второго альбома Hidden History of the Human Race (2019) содержит работу художника-фантаста 1970-х годов Брюса Пеннингтона.

## Состав
- Пол Ридл — вокал, гитара (2011 — настоящее время)
- Моррис Колонтырски — гитара (2012 — настоящее время)
- Джефф Барретт — безладовая бас-гитара (2015 — настоящее время)
- Айзек Фолк — ударные (2011 — настоящее время)

## Дискография
Студийные альбомы
- Starspawn (2016)
- Hidden History of the Human Race (2019)
- Timewave Zero (2022)
- Absolute Elsewhere (2024)

Мини-альбомы
- Interdimensional Extinction (2015)
- Live Vitrification (2018)

Демо
- Blood Incantation (2013)
- Demo II (2013)
- Astral Spells (2014)

Сплит-альбомы
- Spectral Voice / Blood Incantation (2015)

## Достижения
| Альбом (год)                            | Публикация  | Страна         | Награда                           | Ранг | Прим.  |
| --------------------------------------- | ----------- | -------------- | --------------------------------- | ---- | ------ |
| Hidden History of the Human Race (2019) | Decibel     | США            | «Top 40 Albums of 2019»           | 1    | [ 12 ] |
| Hidden History of the Human Race (2019) | Revolver    | США            | «25 BEST ALBUMS OF 2019»          | 25   | [ 11 ] |
| Hidden History of the Human Race (2019) | The Quietus | Великобритания | «Quietus Albums Of The Year 2019» | 58   | [ 10 ] |
| Hidden History of the Human Race (2019) | Pitchfork   | США            | «The 50 Best Albums of 2019»      | 41   | [ 8 ]  |